# Ponchai Wilkerson
Ponchai „Kamau“ Wilkerson (* 15. Juli 1971 in Houston, Texas; † 14. März 2000 in Huntsville, Texas) war ein wegen Raubmordes zum Tode verurteilter US-Amerikaner. Er kämpfte jahrelang gegen seine Hinrichtung an und wurde für einige Gefängnisvorfälle bekannt.

## Biographie
Ponchai Wilkerson hatte afroamerikanische sowie asiatische Vorfahren und ist in Texas aufgewachsen. Sein Vater war ehemaliger Deputy Sheriff in Harris County.
Am 28. November 1990 überfiel Wilkerson einen Juwelier in Houston und erschoss dabei den Besitzer. Aufgrund von Zeugenaussagen konnte er rasch festgenommen und einer Reihe weiterer schwerer Straftaten überführt werden. So soll er in eine rund vierwöchige Verbrechensserie mit einer Reihe von Autodiebstählen, Raubüberfällen und illegalen Waffengeschäften verwickelt gewesen sein, darüber hinaus in Drive-by-Shootings, bei denen ein Mensch getötet und drei weitere verletzt wurden. Im Juli 1991 wurde er wegen vorsätzlichen Raubmordes an Chung Myong Yi zum Tode verurteilt und in den texanischen Todestrakt der Ellis Unit überstellt. Dort wurde er im Laufe seiner Haftzeit, zusammen mit etwa 150 weiteren Todestraktinsassen, für das sogenannte „Work Capable Program“ ausgewählt. Dabei handelte es sich um ein Versuchsprogramm, bei dem sich Todestraktinsassen relativ frei außerhalb ihrer Zellen bewegen, Kontakt mit anderen Häftlingen unterhalten und beaufsichtigten Arbeiten innerhalb der Haftanstalt nachgehen durften.
Wilkerson bestritt bis zuletzt, den Juwelier vorsätzlich getötet zu haben und kämpfte unter Ausschöpfung sämtlicher Rechtsmittel gegen seine Todesstrafe an, blieb jedoch erfolglos.
Zusammen mit sechs Mithäftlingen unternahm er am 26. November 1998 einen Fluchtversuch. Während eines festlichen Abendessens zu Thanksgiving hatten die Männer sich in einem Freizeitraum versteckt und die Betten in ihren Zellen mit Kissen und Bettlaken so präpariert, dass die Wärter durch Sichtkontrollen keinen Verdacht schöpften. Zudem hatten sie ihre weißen Gefängniskleider mit Filzstiften verdunkelt, um nachts schwerer erkannt zu werden. Nach Zellenschluss brachen sie eine Türe zum Freizeithof auf, arbeiteten sich durch einen Trennzaun und gelangten so auf den Haupthof. Von dort erkletterten sie das Dach eines Gebäudes und warteten auf die kommende Dunkelheit.
Kurz nach Mitternacht wurden sie jedoch beim Abstieg von Wachposten erkannt, die sofort Alarm auslösten und das Feuer eröffneten, worauf sich Wilkerson und fünf weitere Häftlinge ergaben. Nur Martin Gurule konnte entkommen und vollbrachte damit die erste erfolgreiche Flucht aus dem texanischen Todestrakt seit über 64 Jahren. Er starb jedoch noch in der Nacht seiner Flucht durch Ertrinken. Als Resultat dieses Vorfalles wurde das Work Capable Program eingestellt und der texanische Todestrakt ab März 1999 in die Terrell Unit verlegt.
Am 8. Februar 2000 wurde die Todesstrafe von Wilkerson unter heftigen Protesten der National Black United Front und des S.H.A.P.E.-Centers letztmals bestätigt und die Hinrichtung auf den 14. März datiert. Eine Aktivistin wurde für ihr lautstarkes Verhalten zu einer einmonatigen Haftstrafe verurteilt.
Am 21. Februar nahmen Wilkerson und der für einen Auftragsmord ebenfalls zum Tode verurteilte Howard Paul Guidry eine Aufseherin als Geisel, um gegen ihre Todesstrafen zu protestieren. Wilkerson hatte sich dabei aus seiner Zelle befreit und zusammen mit Guidry, der zu einem Duschgang gebracht wurde, die Beamtin überwältigt. Erst nach 13 Stunden gaben sie auf, nachdem Wilkerson ein Treffen mit Gegnern der Todesstrafe zugestanden wurde.
Am Tag seiner Hinrichtung weigerte er sich, aus seiner Zelle gebracht zu werden und musste von einem SWAT-Team überwältigt werden. Er wurde anschließend mit einem Transporter zur Huntsville Unit gebracht, wo er eine letzte Mahlzeit und letzte Worte ablehnte. Kurz vor seiner Hinrichtung mit der Giftspritze hatte er noch einen Universalschlüssel für seine Hand- und Fußfesseln vor die Füße des anwesenden Priesters gespuckt. Woher er diesen hatte, konnte nicht ermittelt werden. Um 18:24 Uhr (UTC−6) wurde er für tot erklärt. Er war damit bereits die elfte Person, die im Jahr 2000 in Texas hingerichtet worden war.